# Eletrocardiograma
Um eletrocardiograma (identificado com as abreviações ECG e EKG) é a reprodução gráfica da atividade elétrica do coração durante o seu funcionamento, registada a partir da superfície do corpo. A superfície do corpo humano e dos animais emanam correntes elétricas de baixa intensidade, que no indivíduo em repouso são identificadas nas contínuas despolarização e repolarização do coração. A isto se correlaciona toda a atividade elétrica que é registada ao nível do tronco. Os potenciais elétricos produzidos pelo músculo cardíaco são, neste contexto, o somatório das correntes elétricas geradas pelas células musculares cardíacas individuais. Tais correntes são registadas por meio de um aparelho chamado eletrocardiógrafo, um dispositivo que foi modificado e aperfeiçoado por Willem Einthoven e Étienne-Jules Marey em 1903, e que deriva diretamente dum galvanômetro de corda. Muitas das convenções estabelecidas por Einthoven subsistem nos dias atuais e constituem a base para vários aspectos do ECG moderno.

## Funcionamento básico
Graças à conversão da energia elétrica em energia mecânica, as variações elétricas produzem o movimento de um mecanismo ou sistema de agulhas". A energia é devidamente amplificada de forma a ser possível transcrever amplitudes que permitam a gravação de um sinal legível. As deflexões são impressas em papel, que se move a velocidade constante em contato com o sistema que reporta no papel as ondas que são registadas em função do tempo. Simultaneamente com a oscilação vertical das linhas produzidas a partir de variações do potencial, o papel se movimenta para a esquerda. Esta sincronização permite reportar o movimento vertical sobre um plano horizontal, gravando as oscilações consoante o tempo.
No ECG com 12 derivações, são colocados quatro eletrodos sobre os membros do paciente, e seis sobre o tórax. A magnitude total do potencial elétrico do coração é, então, medida a partir de doze ângulos diferentes, chamadas também de "derivações", e é registada por determinado período de tempo (normalmente de dez segundos). Desta forma, a amplitude e a direção geral da despolarização elétrica do coração são capturados a qualquer momento e ao longo de todo o ciclo cardíaco.
O eletrocardiograma é um exame de base simples e seguro, utilizado em numerosos contextos clínicos. Dentre os tipos mais reportados, estão a medição da frequência e ritmo dos batimentos cardíacos, além de verificar a dimensão e a posição das câmaras cardíacas (tal como ocorre na dextrocardia). Além disso, visam também detectar a presença de possíveis danos ao miocárdio ou ao sistema de condução, controlar os efeitos induzidos pelos medicamentos, bem como verificar o bom funcionamento de um marca-passo.

## Bases teóricas
O coração apresenta atividade eléctrica por variação na concentração citosólica de iões cálcio. Os eletrodos sensíveis são colocados em pontos específicos do corpo e registram esta diferença eléctrica.

Animação representando o batimento cardíaco

O exame eletrocardiográfico pode ser utilizado em situações eletivas ou de urgência e emergência cardiovascular.

## Equipamento
O aparelho que registra o eletrocardiograma é o eletrocardiógrafo. São usados sensores no tórax, punhos e tornozelos, podendo ser realizado com os sensores apenas no tórax.

## Indicação
O exame é indicado como parte da análise de doenças cardíacas, em especial as arritmias cardíacas .Também muito útil no diagnóstico de infarto agudo do miocárdio sendo exame de escolha nas emergências juntamente com a dosagem das enzimas cardíacas.

## Princípios fisiológicos
O aparelho registra as alterações de potencial elétrico entre dois pontos do corpo. Estes potenciais são gerados a partir da despolarização e repolarização das células cardíacas. Normalmente, a atividade elétrica cardíaca se inicia no nodo sinusal (células auto-rítmicas) que induz a despolarização dos átrios e dos ventrículos.
Esse registro mostra a variação do potencial elétrico no tempo, que gera uma imagem linear, em ondas. Estas ondas seguem um padrão rítmico, tendo denominação particular.

## História
Uma das principais lições que a invenção do eletrocardiograma nos deixou é que o conhecimento científico leva tempo e certamente exige debates minuciosos sobre o tema. Tudo teve início com o médico e físico italiano Luigi Galvani que, em 1791,  publicou um trabalho relatando a natureza elétrica dos movimentos musculares. Neste trabalho, ele demonstrou que a eletricidade presente em uma rã poderia estimular seus membros a se moverem. Esse foi o primeiro passo para muitos trabalhos posteriores. 
Quase 30 anos depois, em 1820, o dinamarquês Hans Oersted percebeu que podia medir ligeiras mudanças da corrente elétrica a partir do movimento de uma agulha. Tal aparelho foi batizado por ele de galvanômetro em homenagem a Galvani. Ao longo de todo o século XIX, a eletrofisiologia surgiu e desenvolveu-se. Em 1842, o físico italiano Carlo Matteucci, pioneiro nas áreas de eletroquímica e eletrofisiologia, conseguiu demonstrar que fenômenos elétricos acompanhavam cada contração cardíaca. Abrindo, dessa forma, o caminho para o desenvolvimento da eletrofisiologia moderna.
No ano seguinte, o fisiologista alemão Emil DuBois-Reymond, considerado o fundador da eletrofisiologia, descreveu o potencial de ação e confirmou a descoberta de Matteucci feita em coração de sapo. O primeiro potencial de ação cardíaco foi registrado em 1856 pelos fisiologistas Rudolph Von Koelliker e Heinrich Muller.
O físico francês Jonas Lippmann, em 1872, inventou o eletrômetro capilar. Um método inovador que, através de um tubo de vidro fino preenchido por mercúrio e banhado com ácido sulfúrico, foi possível mensurar a corrente elétrica pelo movimento da colune de mercúrio.  Essa invenção possibilitou, em 1878, a descoberta de duas fases do ciclo cardíaco - a despolarização e a repolarização - pelos fisiologistas britânicos John Burdon Sanderson e Frederick Page.
O primeiro eletrocardiograma humano foi registrado pelo fisiologista Augustus D. Waller, em experimentos realizados com o eletrômetro capilar de Lippman, em 1887. Waller conectou eletrodos no tórax, anterior e posteriormente, e obteve registros eletrocardiográficos primitivos demonstrando que cada batimento cardíaco era acompanhado por uma oscilação elétrica. Com isso, provou que a atividade elétrica precedia a contração cardíaca, o que descartava a possibilidade de os registros serem artefatos provocados pela alteração do contado entre os eletrodos e a pele durante os impulsos cardíacos. Contudo,Waller não acreditava na aplicabilidade clínica da eletrocardiografia, devido as enormes dificuldades técnicas da época.
Entretanto, seus estudos contribuíram de forma decisiva para o desenvolvimento da eletrocardiografia. A observação interessante que realizou foi a de que se podia registrar os potenciais elétricos a partir dos membros submersos em soluções salinas. Seu cachorro, Jimmy, foi utilizado em suas demonstrações em aulas. O Bulldog ficava com suas patas submersas em soluções salinas em baldes. Essa atitude quase foi condenada pela Câmara dos Comuns pelo Cruelty to Animals Act" de 1876.
Devido aos resultados alcançados, Waller acabou apresentando sua pesquisa no primeiro congresso internacional de fisiologistas, em Basel, Suíça, em 1889. Esse evento incentivou  diversos outros pesquisadores dessa área, incluindo o médico e fisiologista holandês Willem Eithoven. 
Einthoven pesquisou por anos um método não invasivo para estudar o funcionamento do coração. Pouco tempo depois, em 1901, desenvolveu uma nova solução a partir do galvanômetro de corda que superava as limitações da pesquisa de Waller fornecendo registros com qualidade muito semelhante às dos equipamentos atuais. O eletrocardiograma foi obtido conectando fios no pé e nas mãos do voluntário dentro de um balde com uma solução de eletrólitos, ligando essas três derivações a uma enorme máquina, que pesava cerca de 270 quilos, ocupava dois aposentos e necessitava de cinco pessoas para operá-la. Seu esforço era para entender “… o funcionamento do coração em detalhes e a causa de uma grande variedade de anormalidades, que permitirá aliviar o sofrimento de nossos pacientes”. 
Desde então vários cientistas, como Thomas Lewis, destacaram a importância do ECG para a compreensão das arritmias cardíacas, uma área até então rudimentar sem fundamentação científica.
Em 1924, recebeu o prêmio Nobel de Medicina (40 mil dólares), que dividiu com as duas irmãs de seu falecido assistente (Van der Woerd), que viviam na pobreza.

## Geração do impulso elétrico

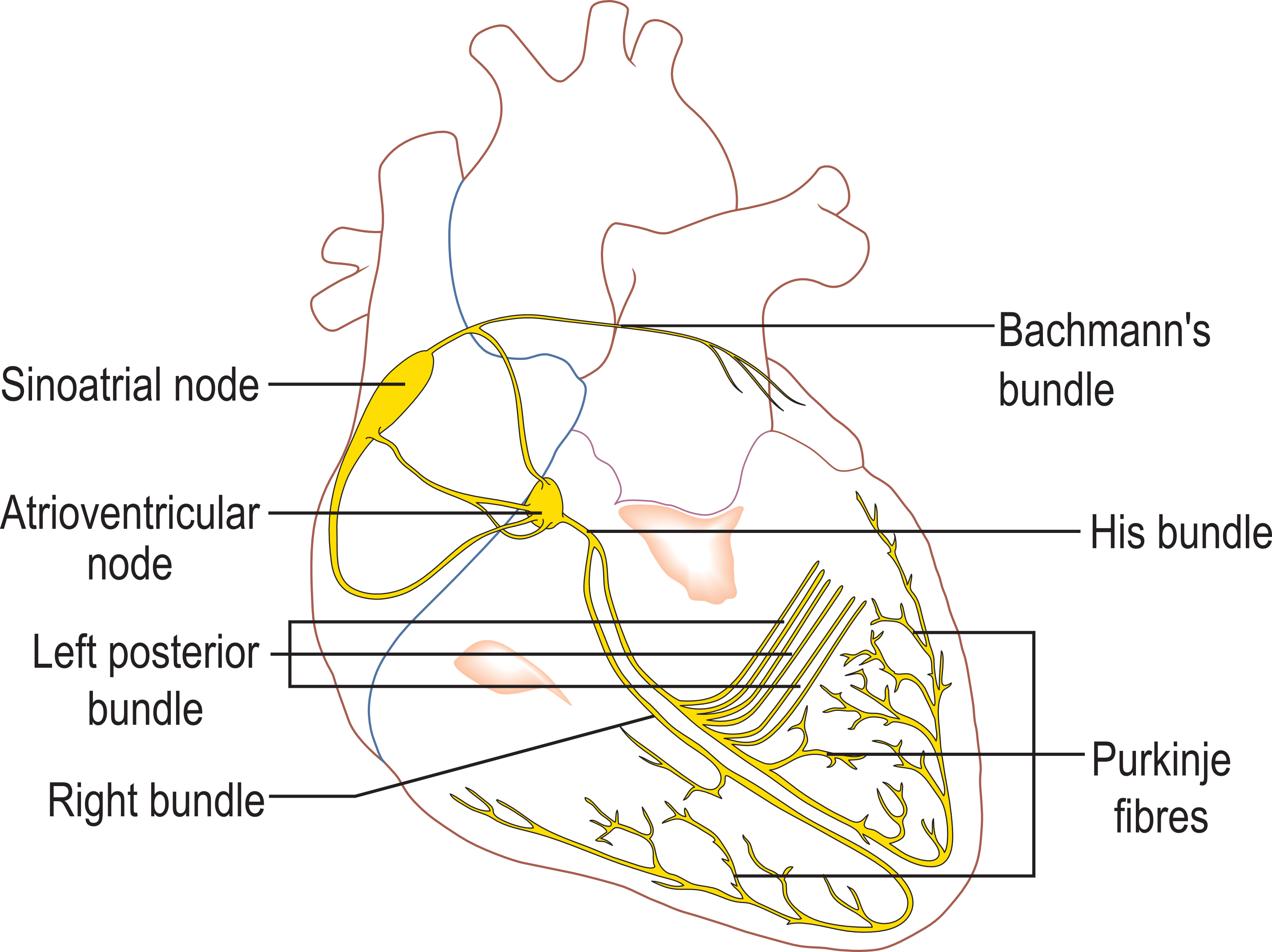
Sistema de condução elétrica do Coração. O feixe de Bachmann conduz o impulso elétrico ao átrio esquerdo.

O nó SA está localizado na parede posterior do átrio direito. O nó AV está na porção inferior do septo interatrial. O feixe de His está no topo do septo interventricular, esse feixe se divide no interior da parede dos ventrículos denominando-se fibras de Purkinje, causando a contração simultânea dos ventrículos.
A regulação da ritmicidade do coração ocorre no nó SA ou marca passo do coração. Esta ritmicidade ocorre porque as membranas das fibras do nó SA são muito permeáveis ao sódio, que passa para o interior das fibras, fazendo com que o potencial da membrana em repouso passe para o valor positivo até atingir seu limiar transformando em potencial de ação. O impulso é propagado pelos átrios através do sistema de Purkinje provocando sua contração. Centésimos de segundos depois, o impulso atinge o nó AV, que retarda o impulso para que os átrios forcem a passagem de sangue para os ventrículos. Após esse retardo, o impulso é propagado pelo sistema de Purkinje aos ventrículos contraindo-os.
Os impulsos elétricos que passam pelo complexo estimulante do coração podem ser registrados pelo eletrocardiograma. Onda P é a despolarização das fibras atriais do nó SA, o complexo QRS é a despolarização dos ventrículos e a onda T é a repolarização dos ventrículos, iniciando assim um novo ciclo cardíaco.

## Eventos do eletrocardiograma

Algumas ondas e alguns períodos no ECG

### Onda P
Corresponde à despolarização atrial, sendo a sua primeira componente relativa à aurícula direita e a segunda relativa à aurícula esquerda, a sobreposição das suas componentes gera a morfologia tipicamente arredondada (excepção de V1) [não se encontra explicação sobre o que vem a ser V1], e sua amplitude máxima é de 0,25 mV.
Tamanho normal: Altura: 2,5 mm, comprimento: 3,0 mm, sendo avaliada em DII.
A Hipertrofia atrial causa um aumento na altura e/ou duração da Onda P.

### Complexo QRS
Corresponde a despolarização ventricular. É maior que a onda P pois a massa muscular dos ventrículos é maior que a dos átrios, os sinais gerados pela despolarização ventricular são mais fortes do que os sinais gerados pela repolarização atrial.
Anormalidades no sistema de condução geram complexos QRS alargados.

### Onda T
Corresponde a repolarização ventricular.
Normalmente é perpendicular e arredondada.
A inversão da onda T indica processo isquêmico.
Onda T de configuração anormal indica hipercalemia.
Arritmia não sinusal = ausência da onda P.

### Onda U
A onda U, nem sempre registrada no ECG, corresponde a repolarização dos Músculos Papilares.

### Onda T atrial
A onda T atrial, geralmente não aparece no ECG, pois é "camuflada" pela Repolarização Ventricular. Ela corresponde a Repolarização Atrial, e quando aparece possui polaridade inversa a onda T - Repolarização Ventricular.

### Intervalo PR
É o intervalo entre o início da onda P e início do complexo QRS. É um indicativo da velocidade de condução entre os átrios e os ventrículos e corresponde ao tempo de condução do impulso elétrico desde o nódo atrio-ventricular até aos ventrículos.
O espaço entre a onda P e o complexo QRS é provocado pelo retardo do impulso elétrico no tecido fibroso que está localizado entre átrios e ventrículos, a passagem por esse tecido impede que o impulso seja captado devidamente, pois o tecido fibroso não é um bom condutor de eletricidade.

### Período PP
O Intervalo PP, ou Ciclo PP. É o intervalo entre o início de duas ondas P. Corresponde a frequência de despolarização atrial, ou simplesmente frequência atrial.

### Período RR
O Intervalo RR ou Ciclo RR. É o intervalo entre duas ondas R. Corresponde a frequência de despolarização ventricular, ou simplesmente frequência ventricular.

## Riscos
O exame não apresenta riscos. Eventualmente podem ocorrer reações dermatológicas em função do gel necessário para melhorar a qualidade do exame.

## Eletrocardiograma de alta resolução
O Eletrocardiograma de alta resolução (ECGAR) é um método de processamento e análise de eletrocardiograma de superfície (ECG) empregado para análise de sinais oriundos da atividade elétrica do coração. O método baseia-se em quatro aspectos de processamento: digitalização, média coerente, filtragem e amplificação.
O objetivo do ECGAR é identificar sinais de muito baixa amplitude, conhecidos como potenciais tardios da ativação ventricular (PTAV) e atrial (PTAA), marcadores de arritmias cardíacas potencialmente fatais. Os PTAVs ou PTAAs presentes no ECG estão, frequentemente, encobertos por ruídos decorrentes de diversas fontes (atividade muscular, interferências elétricas e ruídos ambientais), necessitando de técnicas complexas para identificação e quantificação.
Os sinais de ECGAR são adquiridos utilizando amplificadores diferenciais, com capacidade de amplificação de 1.000x a 5.000x e elevada rejeição de modo comum (←120dB). Os amplificadores são desenvolvidos com filtros passa-alta (0,5Hz a 1,0Hz) e passa baixas (300Hz a 1.000Hz) e não pode conter o filtros frequência específica (filtros "notch" na frequência da rede, 50Hz ou 60Hz) devido aos artefatos que estes últimos podem gerar (efeito Gibbs) sobre os sinais de ECG.
O amplificador é geralmente conectado a um sistema conversor A/D de 12bits a 16bits, com frequência de amostragens acima de 1.000Hz. O sinal digitalizado é armazenado em um microcomputador para análise.
Os PTAV estão relacionados a arritmias cardíacas decorrentes de fenômenos de reentrada em bordas de miocárdio normal e fibras colágenas, ocasionadas por infarto, infiltração gordurosa e insuficiência cardíaca de diversas etiologias. A presença de PTAV na insuficiência cardíaca congestiva está relacionada à maior incidência de taquicardia ventricular sustentada e à morte súbita cardíaca.
Os PTAA são sinais originados durante a atividade elétrica atrial e marcadores de recorrência de fibrilação atrial. A presença de PTAA ao ECGAR permite, portanto, identificar aqueles indivíduos sob maior risco de desenvolvimentismo de fibrilação atrial e suas complicações.

## Técnica
Para se realizar o exame eletrocardiograma (ECG), o cardiopneumologista (CPL) (técnico de cardiopneumologia) deve explicar ao paciente cada etapa do processo. O ambiente da sala deve estar com temperatura agradável (nem muito quente nem muito frio). O paciente deve estar descansado há pelo menos 10 minutos, sem ter fumado tabaco há pelo menos 40 minutos e estar calmo. Deve ser investigado o uso de medicações de uso atual ou esporádico. 
Com o paciente em decúbito dorsal (barriga para cima), palmas das mãos viradas para cima, o técnico determina a posição das derivações precordiais (V1 a V6) corretas; em seguida é colocado o gel de condução nos locais pré-determinados, como sendo a zona precordial, e membros, são conectados aos eletrodos do eletrocardiógrafo. Às vezes é necessário o corte dos pelos (tricotomia) em parte do precórdio, principalmente em homens. É então registrado o eletrocardiograma de repouso. Os sinais elétricos podem ser vistos com um osciloscópio, mas geralmente são registrados em papel quadriculado. Atualmente já existem eletrocardiógrafos digitais, com relatório automático. Todavia, tais resultados devem ser sempre analisados pelo cardiologista, pois muitas vezes esses aparelhos podem apresentar erros no algoritmo de diagnóstico. 